# NHK World-Japan
NHK World-Japan (precedentemente noto anche semplicemente come NHK World) è il braccio internazionale della emittente pubblica NHK giapponese. I suoi servizi sono rivolti al mercato estero, simili a quelli offerti da altre emittenti di servizio pubblico nazionale, come la Britannica BBC (BBC World Service , BBC World News, ecc.), France 24 o il Tedesco DW. I contenuti vengono trasmessi attraverso gli operatori radio a onde corte, satellite e via cavo in tutto il mondo, nonché online e tramite le sue app mobili. NHK World-Japan è disponibile anche sui canali DirecTV 322 e 2049. Ha sede a Tokyo.
NHK World-Japan fornisce attualmente tre servizi di trasmissione principali: un canale televisivo di attualità in lingua inglese con lo stesso nome, un servizio radiofonico multilingue (NHK World Radio Japan) e un servizio televisivo generale/di intrattenimento in lingua giapponese (NHK World Premium). NHK World-Japan rende inoltre disponibile la maggior parte della sua programmazione attraverso il suo sito web (live o on demand). Una versione cinese del canale, NHK Huayu Shijie (NHK华语视界), che fornisce essenzialmente notizie e programmi selezionati da NHK World-Giappone con doppiaggio e/o sottotitoli in mandarino, è stata lanciata a gennaio 15, 2019, ed è distribuito solo online.
La filiale è stata rinominata dal nome precedente di "NHK World" nell'aprile 2018.